# ایوان مالن
ایوان مالن (انگلیسی: Iván Malón؛ زادهٔ ۲۶ اوت ۱۹۸۶) بازیکن فوتبال اهل اسپانیا است.
از باشگاه‌هایی که در آن بازی کرده‌است می‌توان به باشگاه فوتبال دپورتیوو آلاوس، باشگاه فوتبال میراندس، باشگاه فوتبال نومانسیا، باشگاه فوتبال رئال مورسیا، و باشگاه فوتبال ویرا اشاره کرد.